# György Spiró
 György Spiró  (Budapest, 4 de abril de 1946). Escritor húngaro premio Kossuth, poeta, historiador de la literatura y traductor literario.

## Carrera
Entre 1965 y 1970 se especializa en húngaro-ruso-serbocroata en la facultad de filología de ELTE.
Entre 1970 y 1971 becario de periodista de política exterior en la Radio húngara.
En la escuela mayor de periodismo se diploma en periodismo y sociología.
Entre 1971 y 1978 redactor en lengua extranjera de la editorial Corvina, después entre 1978 y 1981 colaborador científico del Centro Investigador Europeo Oriental de la Academia de Ciencias de Hungría.
Enseña en la cátedra de Literatura Universal de la ELTE, y desde 1992 en la de estética. 
Candidato de estudios literarios desde 1981.
Dramaturgo del teatro Gergely Csiky de Kaposvár de 1986 a 1992.
Entre 1992 y 1995 dirige el teatro Szigliget de Szolnok, después entre 1990 y 1997 es profesor de la escuela mayor de arte dramático.
Desde 1997 es profesor agregado.
Entre 1997 y 2000 obtiene la beca profesor Széchenyi
Miembro fundador de la Academia Literaria Digital.

## Principales obras
- 1974 – Kerengő (novela)
- 1977 – História (poemas)
- 1981 – Az Ikszek (novela)
- 1981 – Miroslav Krleža (monografía)
- 1982 – A békecsászár (dramas: Hannibál; Balassi Menyhárt; Kőszegők; Káró király; A békecsászár)
- 1985 – Magániktató (estudios, dramas)
- 1986 – A közép-kelet-európai dráma. A felvilágosodástól Wyspiański szintéziséig (estudios)
- 1987 – Álmodtam neked (relatos)
- 1987 – Csirkefej (dramas: Jeruzsálem pusztulása; Az imposztor; A kert; Esti műsor; Csirkefej)
- 1987 – Jönnek a szarból a mélymagyarok (poema)
- 1990 – A Jövevény (novela)
- 1992 – Kanásztánc (ensayos, críticas de televisión)
- 1994 – T-boy (novelas cortas)
- 1997 – Mohózat (dramas: Ahogy tesszük; Legújabb Zrínyiász; Árpádház; Dobardan; Vircsaft; Kvartett)
- 1997 – Shakespeare szerepösszevonása (estudio)
- 1999 – Álmodtam neked (edición ampliada con sus nuevas novelas cortas)
- 2001 – A jégmadár (novela)
- 2002 – Honderű (dramas: Honderű, Fogadó a Nagy Kátyúhoz, Szappanopera, Elsötétítés)
- 2003 – Három dráma (Az imposztor, Csirkefej, Kvartett)
- 2003 – Koccanás (drama)
- 2005 – Fogság (novela)

## Premios
- 1982 – Premio Attila József
- 1987 – Premio de los Críticos (por su drama Csirkefej)
- 1990 – Premio Erzsébet
- 1993 – Premio Tibor Déry
- 1994 – Premio Imre Madách
- 1997 – Premio Ernő Szép
- 1998 – Premio Corona de laurel de la república húngara
- 2002 – Premio de la Compañía de Literatos (por A jégmadár)
- 2004 – Pro Urbe Budapest
- 2004 – Premio Ernő Szép
- 2004 – Premio de los dramaturgos (por su drama Elsötétítés)
- 2004 – Premio de la Crítica a (por Koccanás)
- 2005 – Cruz de la orden del mérito de la República de Hungría – distinción de la sección civil : Por la actividad de sus novelistas, dramaturgos y ensayistas apreciados también internacionalmente .
- 2005 – Premio Milán Füst (por su novela Fogság)
- 2006 – Premio Lajos Kossuth

- Datos: Q724571
- Multimedia: György Spiró / Q724571